# جدة الحراسيس

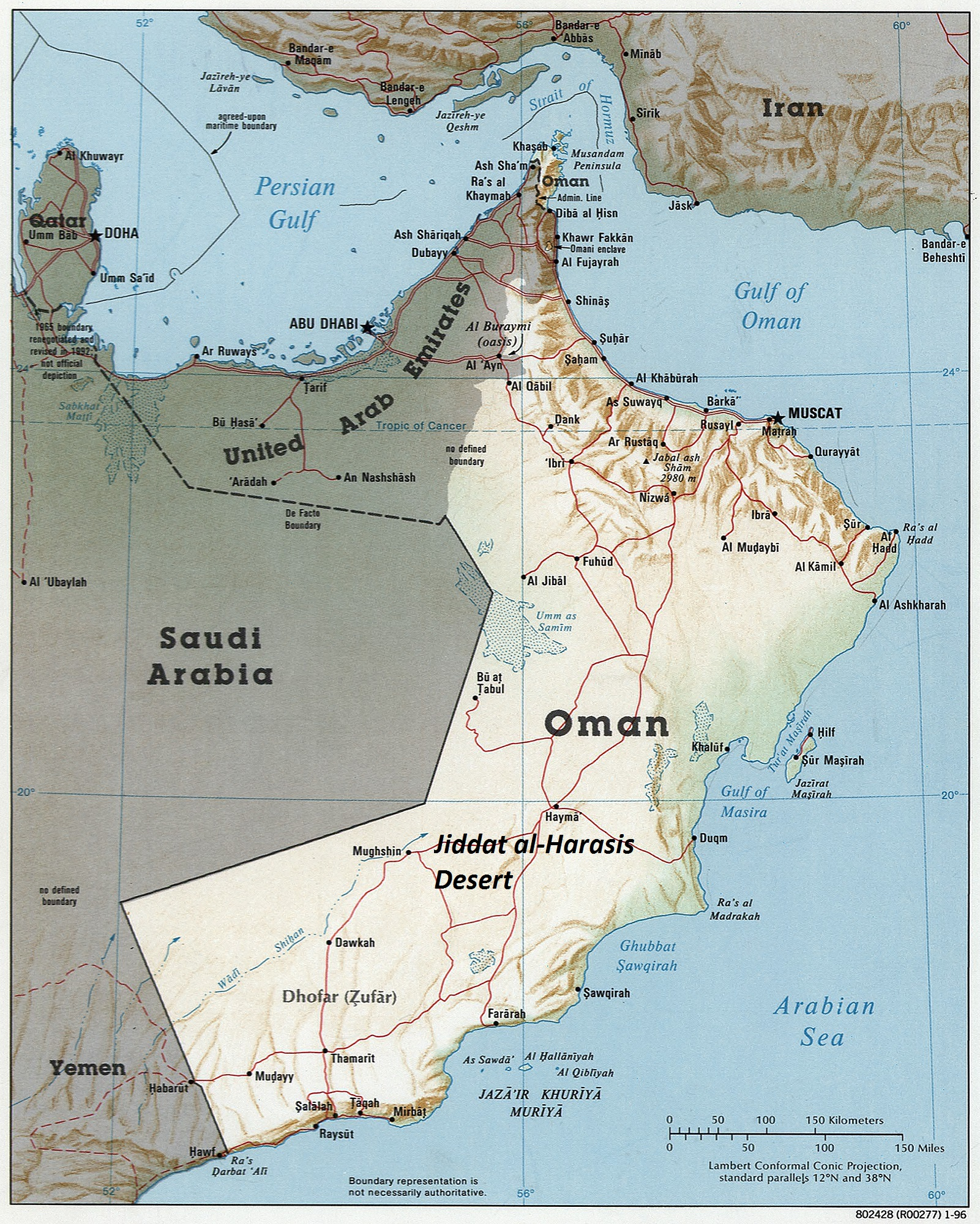
الموقع في عمان

جده الحراسيس (جدّة الحراسيس) هي صحراء صخرية في جنوب وسط سلطنة عمان، تفصل شمال عمان عن ظفار. يقع فيها أكبر حقل نيزك متناثر في البلاد. يوجد أكثر من 160 نوعًا من الطيور، بما في ذلك الحبارى المهددة بالانقراض، وكذلك المها العربي والغزال العربي. لم تكن المنطقة مأهولة بشكل دائم حتى القرن التاسع عشر بوصول الحراسيس.

## الجغرافيا
تبلغ مساحة جدة الحراسيس حوالي 27,000 كيلومتر مربع (10,000 ميل2) على ارتفاع يتراوح بين 100–150 متر (330–490 قدم). تُحدَّد المنطقة بجرف يبلغ ارتفاعه 100 متر (330 قدم) في الشرق ويصاحب ذلك انخفاض الاكتئاب. تقع هذه المنطقة بين بحر العرب وتلال جانابه، والتي يصل ارتفاعها إلى 300 متر (980 قدم). يشكل بحر العرب حدود جدات الشرقية والجنوبية. الجيولوجيا هي في الغالب العصر الميوسيني كارست حجر جيري. تشمل المعالم الجيولوجية القديمة أرصفة جليدية عمرها 300 مليون عام يتم الحفاظ عليها جيدًا نظرًا لعمرها.

### المناخ
ويحدث الرياح الموسمية الجنوبية الغربية والضباب الساحلي في جدّة الحراسيس. يبلغ متوسط هطول الأمطار السنوي في المنطقة الجنوبية الشرقية حوالي 50 مم (2.0 بوصة). [5] هطول الأمطار، وهو معدل منخفض، يحدث خلال موسم الرياح الموسمية من يونيو إلى أكتوبر. بسبب الظروف الضبابية، يلاحظ ارتفاع الرطوبة في المنطقة. يتميز المناخ الصحراوي بأن درجات الحرارة في الصيف (من مايو إلى أكتوبر) تزيد عن 30 °م (86 °ف) مع تسجيل يوليو درجة حرارة مرتفعة 34 °م (93 °ف) خلال أشهر الشتاء تنخفض درجات الحرارة إلى 15 °م (59 °ف). تسبب رطوبة الضباب والندى أمطارًا خلال الليالي، خاصة خلال شهري أكتوبر إلى أبريل. هذا هطول الأمطار يحافظ على الغطاء النباتي والحياة البرية في المنطقة، على الرغم من انخفاض هطول الأمطار على مدار العام.

### النيازك

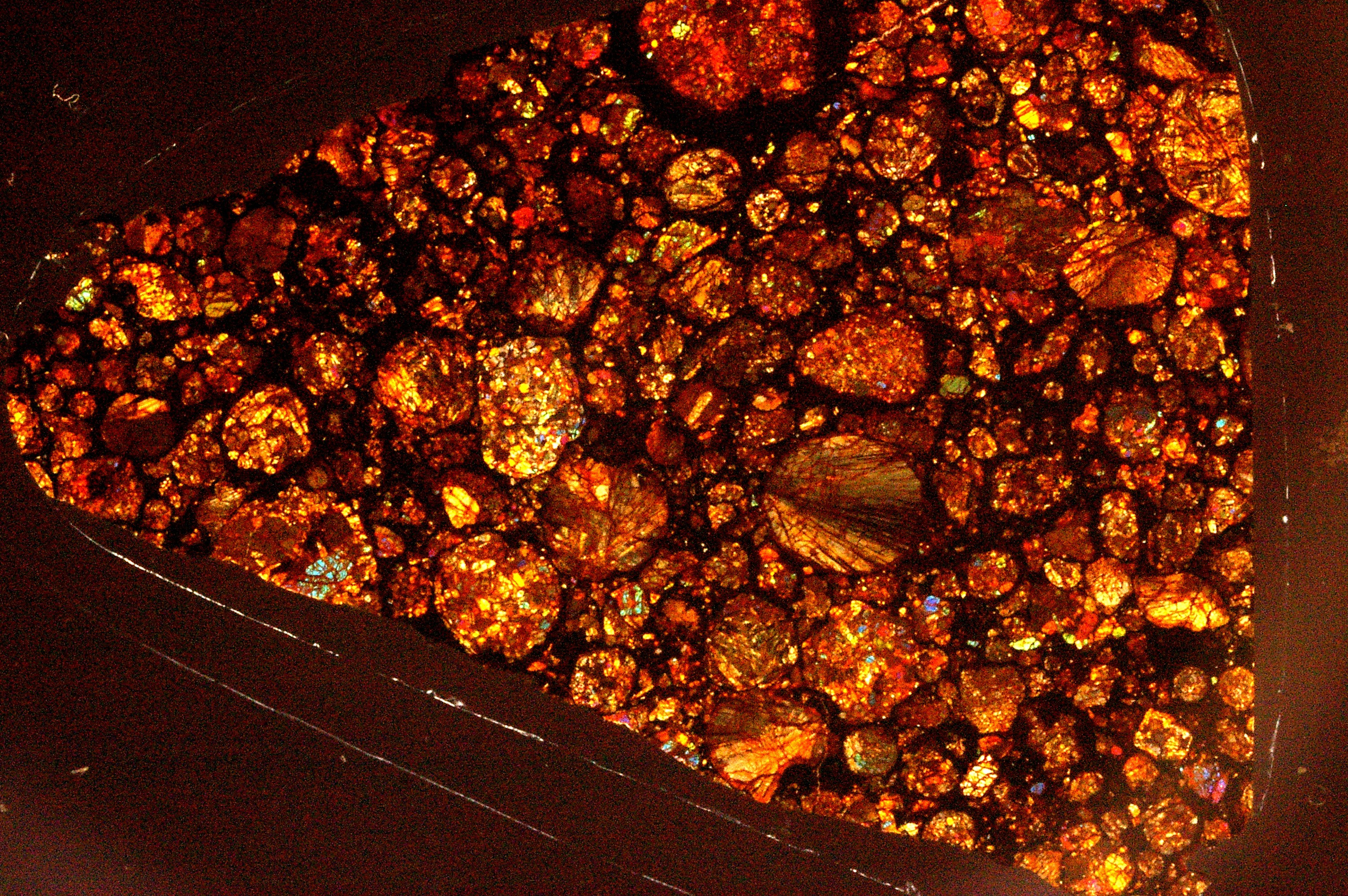
قسم رقيق من نيزك وجد في جده الحراسيس

عمان هي واحدة من الأماكن النادرة على الأرض حيث تم العثور على عدد من النيازك القمرية. يقع أكبر حقل مملوء بالنيازك في البلاد في منطقة جداس الحراسيس. وفقًا لنشرة الأرصاد الجوية الصادرة عن الجمعية الدولية للنيازك وعلوم الكواكب، هناك 3,116 نيزك مسجل من عمان، منهم 1,385 نيزك في منطقة جداس الحراسيس؛ تم تصنيف 41 النيازك المعتمدة باعتبارها نيازك قمرية. تم العثور على عينة «جداسة الحراسيس 348» التي تم العثور عليها في عام 2006 في محافظة الوسطى في جدّة بوزن 18.4 غم، وهي بريكيا مجزأة فيلدسباث. يوصف بأنه «حجر كامل مع عدم وجود قشرة الاندماج المتبقية».

## الحيوانات

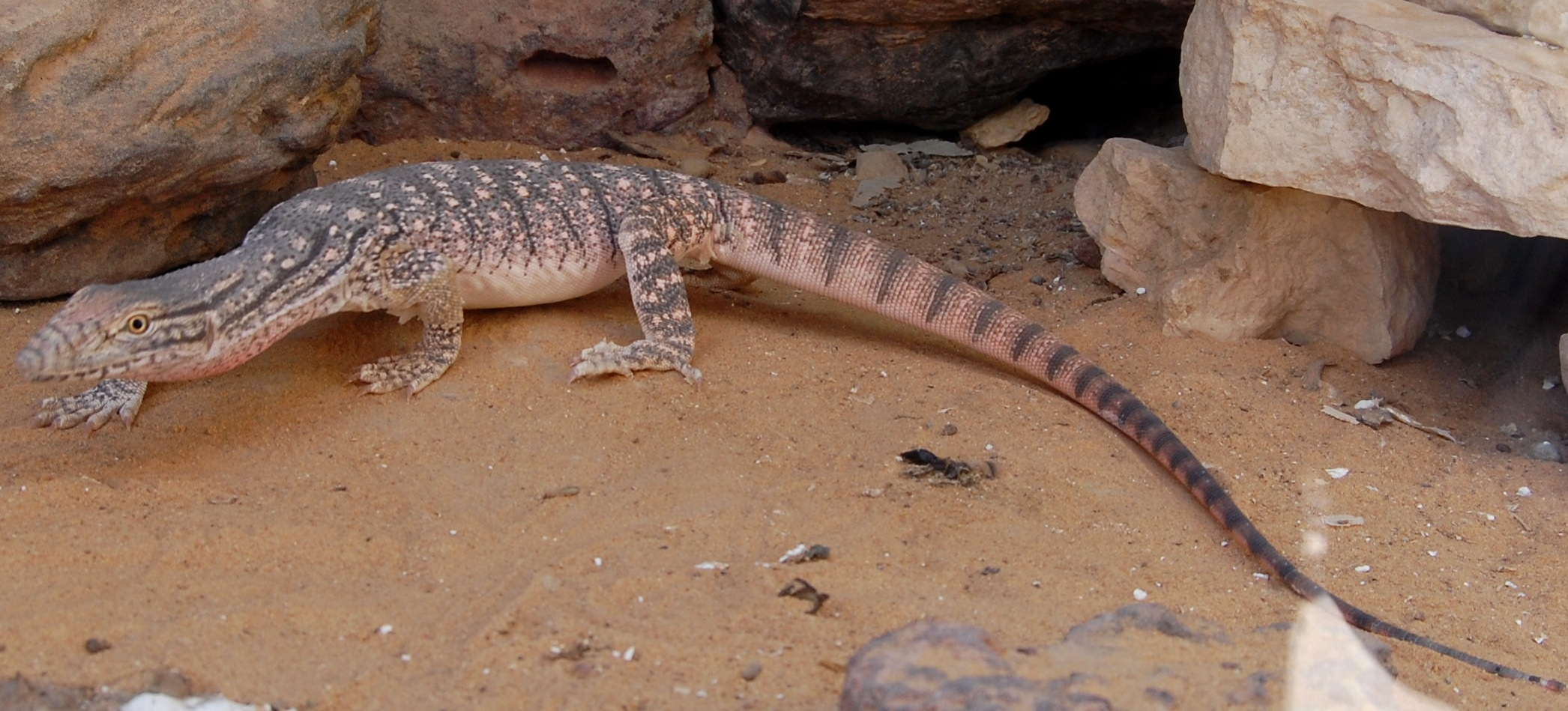
تم العثور على سحلية الشاشة الرمادية في جدّة الحراسيس

عاش المها العربي، وهي ثدييات آكلة الأعشاب الأصلية، في جدّة الحراسيس حتى عام 1972 عندما تم اعتبارها منقرضة في البرية. في عام 1981، أرسل منتزه سان دييغو للحيوانات البرية (الآن حديقة حيوانات سان دييغو سفاري بارك) خمس مهاجرات إلى مركز تربية الثدييات في عُمان (المعروف أيضًا باسم يالوني)، حيث تم إطلاقها في البرية.بعد خمس سنوات، اقترح الاتحاد الدولي لحفظ الطبيعة (IUCN) محمية طبيعية وطنية في قسم مساحته 27,500 كيلومتر مربع (10,600 ميل2). وصل عدد المها في هذا الموقع في عام 1996 إلى 450 لكنه تضائل في وقت لاحق بسبب الصيد الجائر وتدمير الموائل؛ اعتبارًا من عام 2007، تم تحديد 65 فردًا فقط، بما في ذلك أربعة أزواج تكاثر فقط، مما يجعل إمكانية استمرار بقاء هذه الفئة البرية غير مؤكدة..

الأنواع الأخرى المسجلة في جميع الأنحاء هي عناق الأرض، القط البري وغرير العسل. الأرانب البرية والقنافذ شائعة، في حين أن الذئب العربي من الأنواع النادرة. كما تم الإبلاغ عن الثعلب الأحمر العربي (Vulpes vulpes arabica) ، وثعلب رمل (ثعالب الروبيلي) ، (ثعلب روبل)، ووعل نوبي. أنواع الزواحف المسجلة هي سحلية شاشة رمادية، وأنواع الضب أو ( السحلية شوكية الذيل)، وأفعى مقرونة، وأفعى سجادة، ومملولون مقنع، وثعبان رمل، وأفعى قط، والسحالي ، و العَضْرَفُوطِيَّات أو الحُبَيْنَات ، و أبو بريص الثعلب الأحمر العربي ,  (ثعلب روبل الرملي), ووعل نوبي تم الإبلاغ عن وجودها. أنواع الزواحف المسجلة ، وأنواع الضب، والأفعى ذات القرون، ورل صحراوي، ضب ، حارية، الكوبرا الكاذبة، ، بويقة، سقنقورية، حرذونيات، وأبو بريص. تم العثور على القوارض أيضا.
أنواع الطيور المُبلغ عنها هي 168 نوعًا (22 نوعًا من أنواع التكاثر و 15 نوعًا مهاجرًا و 104 نوعًا من المهاجرين الذين تم المرور عليهم خلال فصلي الربيع والخريف) بما في ذلك حبار الحبارى الأفريقي المهدد بالانقراض والموجود في المناطق التي توجد فيها الينابيع المالحة والمالحة. يشاهد الخرافون المقيمون والمهاجرون، النوارس (Larus sp.)، وخرشوف البحر، وطيور النحام ، مالك الحزين والعديد من أنواع البط خلال موسم الشتاء في البحيرات المتاخمة لجدة الحراسيس.